# Ескадрені есмінці-вертольотоносці типу «Хюґа»
Ескадрені міноносці-вертольотоносці типу «Хюґа» — японські есмінці-вертольотоносці нового покоління.

## Призначення
Кораблі даного класу планувалися як заміна ескадрених міноносців – вертольотоносців класу «Харуна». Призначення «Хейсей 22» — охорона та оборона різного роду об'єднань кораблів, протистояння підводним силам противника, флагманський корабель. Корабель здатний перемістити до місця десантування 4000 десантників і близько 50-и вантажних машин. Проект корабля називається «Есмінець 19000t». Ймовірно, він отримає бортовий номер DDH-183.

## Основні характеристики
— Водотоннажність 19.5 тисяч тон;
— Довжина 248 метрів;
— 38 метрів;
— Швидкість ходу 30 вузлів;
— Осадка 7.5 метрів;
— Рухові установки 4 COGAG.

## Галерея

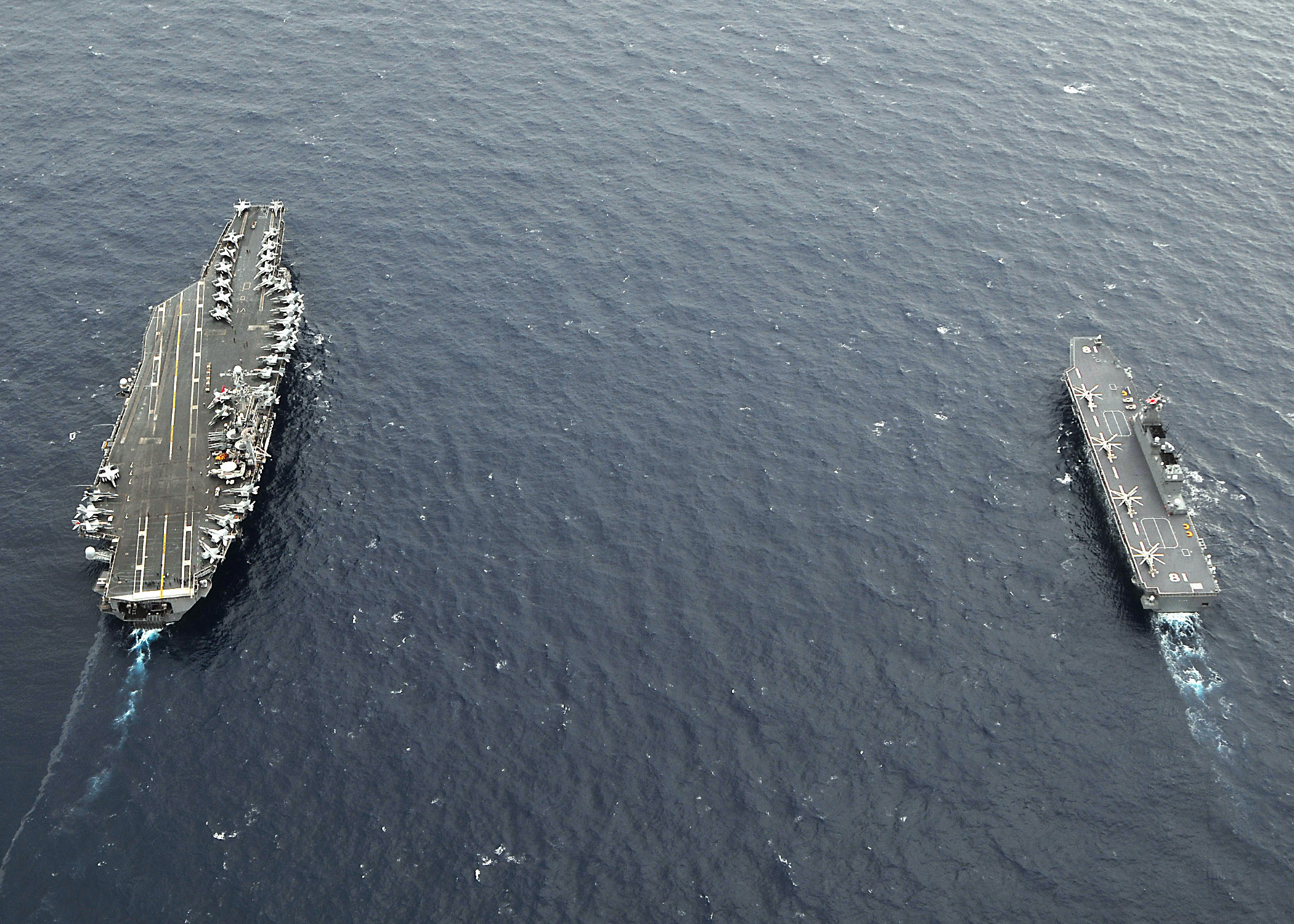
JDS Hyūga in relation to a Nimitz class aircraft carrier
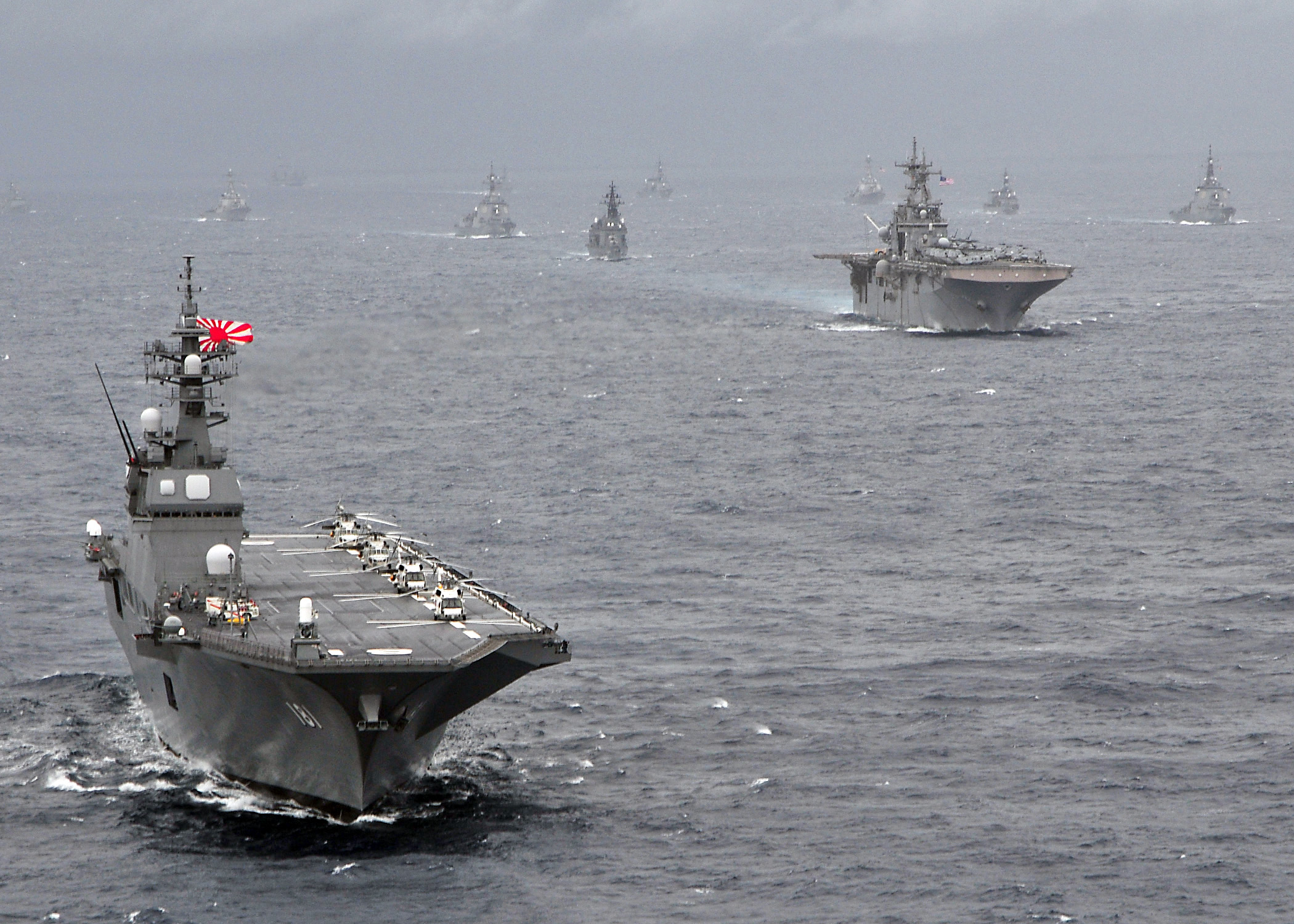
On exercise with a US Navy Wasp class amphibious assault ship
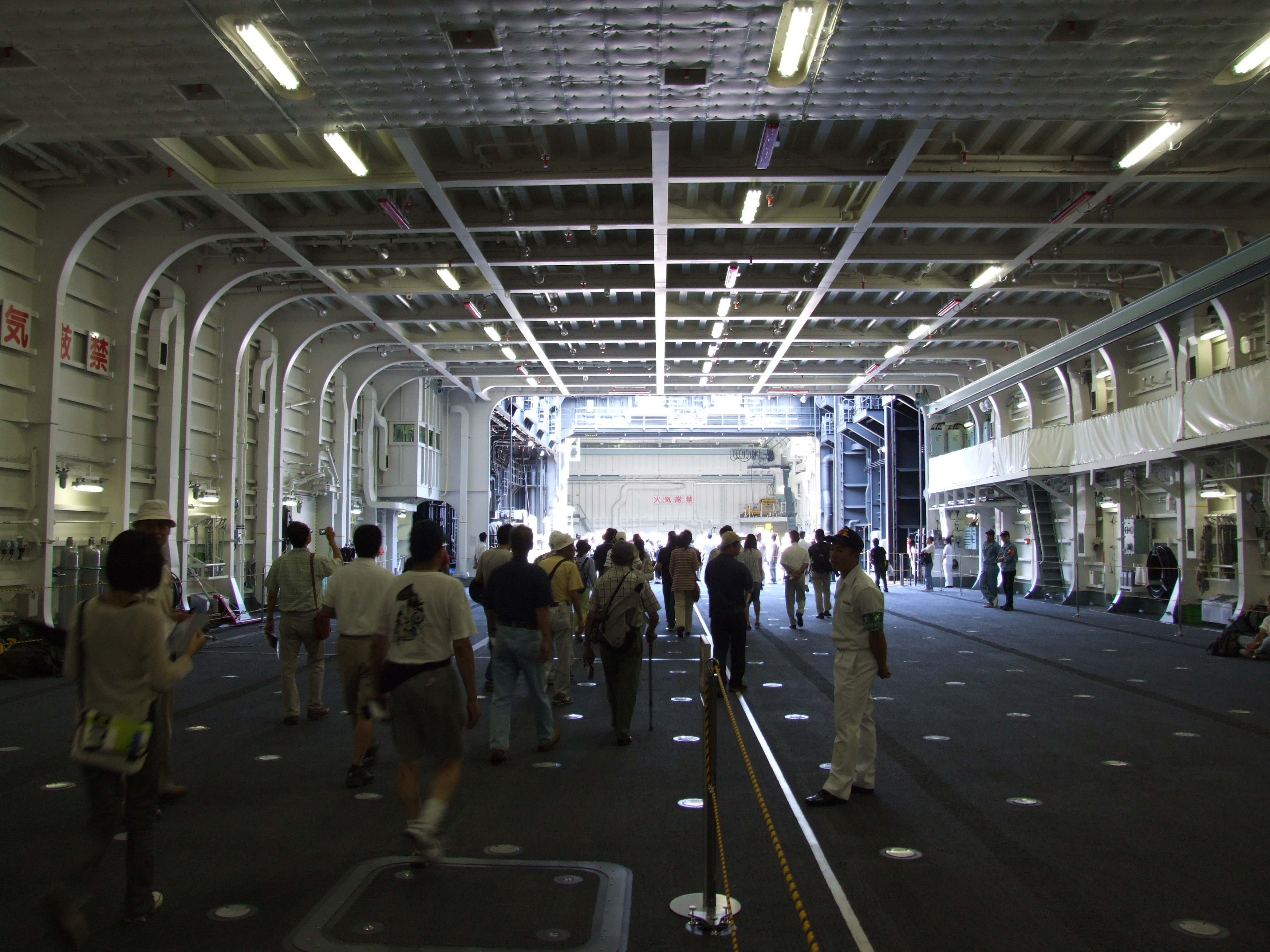
JDS Hyūga aircraft hangar
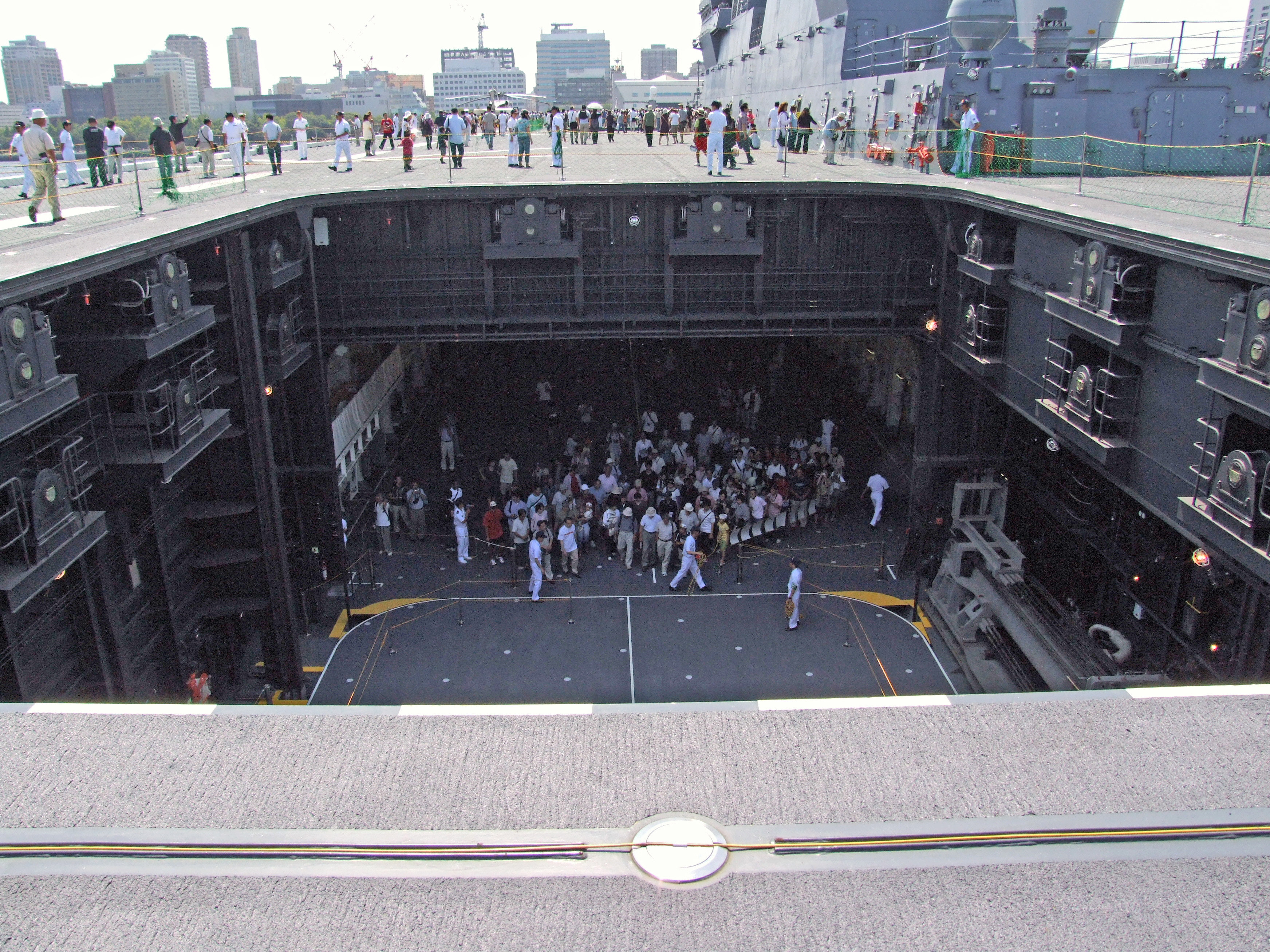
aircraft elevator

## Ресурси Інтернету
- Hyuga Class helicopter destroyer [Архівовано 5 серпня 2010 у Wayback Machine.](англ.)
- Japan Launches Carrier… Sorta [Архівовано 19 лютого 2011 у Wayback Machine.](англ.)
- Color Image (Ships of the World No.650)(яп.)
- Photos(яп.)